# John Dalli
John Dalli (Qormi, 5 oktober 1948) is een Maltees politicus voor de Partit Nazzjonalista (EVP). Hij was van 23 maart tot 3 juli 2004 minister van Buitenlandse Zaken van Malta en van 9 februari 2010 tot 16 oktober 2012 Europees commissaris voor Gezondheid en Consumentenbescherming in de commissie-Barroso II.
Hij zetelde in de Maltese regering in verschillende functies sinds 1987. Hij was onder meer minister van Financiën van 1998 tot 2004 en minister van Sociale Zaken van 2008 tot 2009 in het kabinet-Gonzi. Als Maltees Europees commissaris volgde hij Joseph Borg op. Op 16 oktober 2012 nam hij ontslag in verband met een fraudeonderzoek. In december 2012 stelde Dalli een vordering in bij het Gerecht van de Europese Unie, strekkende tot nietigverklaring van het 'mondelinge besluit waarbij de voorzitter van de Commissie [Dalli] op 16 oktober 2012 zou hebben verzocht ontslag te nemen als lid van de Commissie' en tot vergoeding van € 1,9 miljoen aan materiële schade. Het Gerecht oordeelde op 12 mei 2015 dat van een dergelijk besluit geen sprake was geweest, maar dat Dalli vrijwillig ontslag had genomen. Het hoger beroep werd op 14 april 2016 door het Hof van Justitie verworpen.
De zaak, ook wel 'Dalligate' genoemd, had betrekking op de tabakswetgeving die Dalli voorbereidde. De tabaksreus Swedish Match probeerde een onderhoud te krijgen met de Eurocommissaris. Dat lukte niet, waarna het bedrijf in de openbaarheid bracht dat een tussenpersoon € 60 miljoen zou hebben gevraagd voor het onderhoud.
Tegen Dalli zijn nooit bewijzen gevonden. Zijn opvolger zwakte de wetgeving af, en er wordt beweerd, dat precies met dat oogmerk Swedish Match de beschuldiging tegen Dalli zou hebben verzonnen.
Hij is gehuwd en vader van twee dochters.
In 2017 ging de Deense documentaire The John Dalli Mystery in première, waarin twee journalisten op humoristische wijze Dalligate onderzoeken.